# Protivůle
Protivůle je psychologický pojem, který vyjadřuje instinktivní odpor k jakémukoliv nátlaku.
Pojem byl poprvé použit rakouským psychoanalytikem Otto Rankem a byl rozšířen vývojovým psychologem Gordonem Neufeldem. V modelu Neufelda je protivůle funkčním znakem lidského chování, ve kterém chrání osobní hranice a dovoluje individualizaci.